# Pol

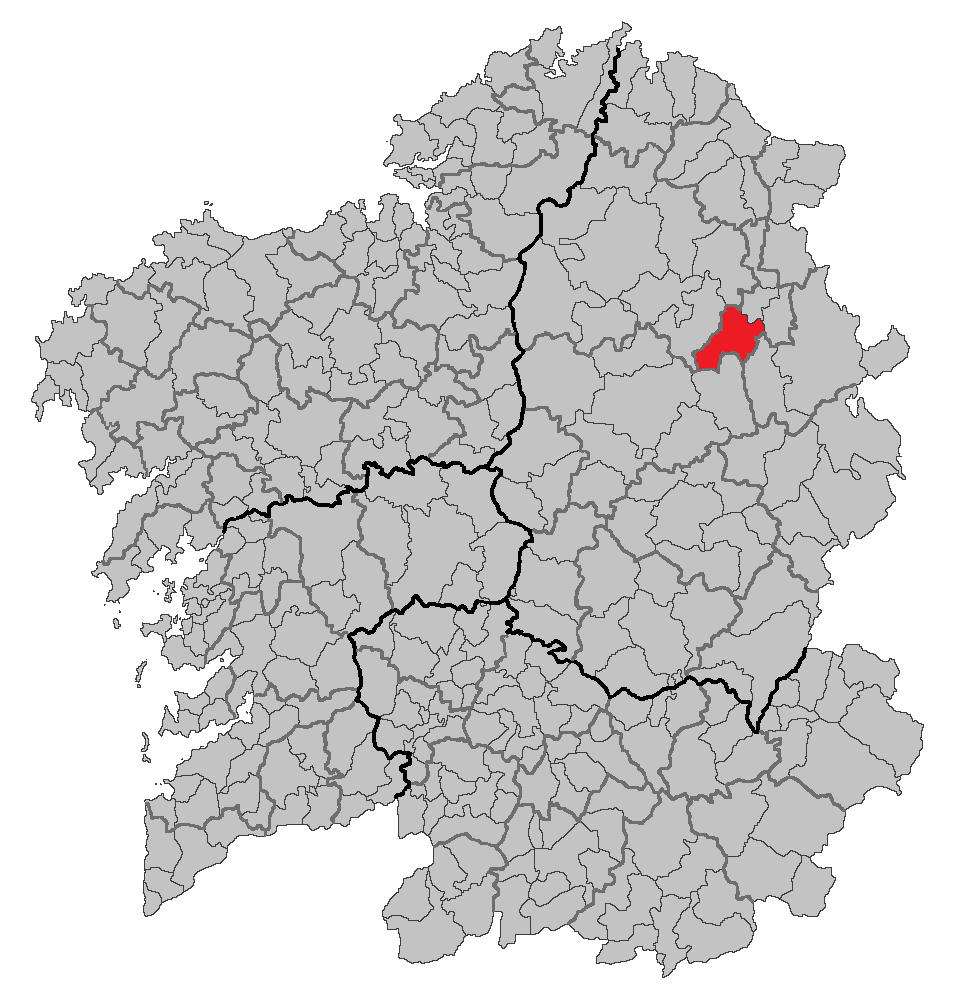
Localização de Pol

Pol é um município da Espanha na província de Lugo, comunidade autónoma da Galiza, de área 124,46 km² com população de 1913 habitantes (2007) e densidade populacional de 15,84 hab/km².

## Demografia
| Variação demográfica do município entre 1991 e 2004 | Variação demográfica do município entre 1991 e 2004 | Variação demográfica do município entre 1991 e 2004 | Variação demográfica do município entre 1991 e 2004 |
| --------------------------------------------------- | --------------------------------------------------- | --------------------------------------------------- | --------------------------------------------------- |
| 1991                                                | 1996                                                | 2001                                                | 2004                                                |
| 2456                                                | 2312                                                | 2058                                                | 1999                                                |